# CONCACAF-kampioenschap vrouwen 1998
Het CONCACAF kampioenschap voor vrouwen 1998 was de 4e en laatste editie van dit kampioenschap, in 2000 ging het toernooi verder met de eerste editie van de CONCACAF Gold Cup voor vrouwen. Het werd gehouden in Canada en gold tevens als het kwalificatietoernooi van de CONCACAF voor het Wereldkampioenschap voetbal vrouwen 1999.
Het Amerikaans voetbalelftal, de winnaars van de eerste drie edities, nam als gastland voor het WK en derhalve automatisch geplaatst niet deel aan het kampioenschap.

## Deelname
| Groep A | Canada     | Guatemala | Martinique | Puerto Rico        |
| Groep B | Costa Rica | Haïti     | Mexico     | Trinidad en Tobago |

## Groepsfase

### Groep A
| Land        | Wed | Win | Gel | Ver | DV | DT | +/− | Pnt |
| ----------- | --- | --- | --- | --- | -- | -- | --- | --- |
| Canada      | 3   | 3   | 0   | 0   | 39 | 0  | 39  | 9   |
| Guatemala   | 3   | 2   | 0   | 1   | 10 | 4  | 16  | 6   |
| Martinique  | 3   | 1   | 0   | 2   | 9  | 16 | −7  | 3   |
| Puerto Rico | 3   | 0   | 0   | 3   | 0  | 38 | −38 | 0   |

#### Wedstrijdresultaten
28 augustus 1998 in Etobicoke
| Canada    | 21-0 | Puerto Rico |  |
| Guatemala | 2-0  | Martinique  |  |

30 augustus 1998 in Etobicoke
| Puerto Rico | 0-8  | Guatemala  |  |
| Canada      | 14-0 | Martinique |  |

1 september 1998 in Etobicoke
| Puerto Rico | 0-9 | Martinique |  |
| Canada      | 4-0 | Guatemala  |  |

### Groep B
| Land               | Wed | Win | Gel | Ver | DV | DT | +/− | Pnt |
| ------------------ | --- | --- | --- | --- | -- | -- | --- | --- |
| Mexico             | 3   | 2   | 1   | 0   | 12 | 5  | 7   | 7   |
| Costa Rica         | 3   | 2   | 0   | 1   | 7  | 5  | 2   | 6   |
| Trinidad en Tobago | 3   | 1   | 1   | 1   | 5  | 6  | −1  | 4   |
| Haïti              | 3   | 0   | 0   | 3   | 3  | 11 | −8  | 0   |

#### Wedstrijdresultaten
29 augustus 1998 in Scarborough
| Trinidad en Tobago | 2-1 | Haïti      |  |
| Mexico             | 3-2 | Costa Rica |  |

31 augustus 1998 in Scarborough
| Haïti      | 1-7 | Mexico             |  |
| Costa Rica | 3-1 | Trinidad en Tobago |  |

2 september 1998 in Scarborough
| Costa Rica         | 2-1 | Haïti  |  |
| Trinidad en Tobago | 2-2 | Mexico |  |

## Halve finale
4 september 1998
| Guatemala | 0-8 | Mexico     |  |
| Canada    | 2-0 | Costa Rica |  |

## Troostfinale
6 september 1998
| Costa Rica | 4-0 | Guatemala |  |

## Finale
6 september 1998
| Canada | 1-0 | Mexico |  |

| Kampioen: Canada (1e titel) |

1991 · 1993 · 1994 · 1998 · 2000 · 2002 · 2006 · 2010 · 2014 · 2018 · 2022